# 浄誓寺 (幸手市)
浄誓寺（じょうせいじ）は、埼玉県幸手市にある真宗大谷派系の単立寺院（浄土真宗東本願寺派）。

## 歴史
1604年（慶長9年）、広川通光の開基である。通光は雑賀衆の雑賀孫市の妹を妻としていることから、雑賀衆の幹部であったと推測される。そして本願寺法主顕如の檄に応じて石山合戦に参戦した。終戦後、通光は出家し、当地にて寺を創建した。

## 将門の首塚
当寺には、幸手市の文化財に指定されている「将門の首塚」がある。当寺が創建される前から存在していたといわれている。古文献では、1703年（元禄16年）に発行された『結城使行』に記載されていることから、少なくとも江戸時代前期には既に知られていたものと推測される。

## 文化財
- 将門の首塚（幸手市指定文化財 昭和58年3月24日指定）[3]

## 交通アクセス
- 幸手ICより車3分。